# Leptacis
Leptacis är ett släkte av steklar som beskrevs av Förster 1856. Leptacis ingår i familjen gallmyggesteklar.

## Dottertaxa tillLeptacis, i alfabetisk ordning[1][2]
- Leptacis acanthia
- Leptacis acuta
- Leptacis acutalata
- Leptacis adebratti
- Leptacis africana
- Leptacis aliena
- Leptacis ambrensis
- Leptacis americana
- Leptacis andriciphila
- Leptacis antennalis
- Leptacis aramis
- Leptacis aranea
- Leptacis ariadne
- Leptacis asclepius
- Leptacis athos
- Leptacis atturensis
- Leptacis bengalensis
- Leptacis bicolorata
- Leptacis bidentata
- Leptacis bilineata
- Leptacis bisecta
- Leptacis bismarckensis
- Leptacis bispinosa
- Leptacis bitensis
- Leptacis brachycerus
- Leptacis brasiliensis
- Leptacis breisteini
- Leptacis brevifuniculus
- Leptacis brevigaster
- Leptacis brevipetiolata
- Leptacis buchi
- Leptacis cavei
- Leptacis celisi
- Leptacis citrea
- Leptacis coiba
- Leptacis coorgensis
- Leptacis coryphe
- Leptacis curvispinus
- Leptacis disticha
- Leptacis dorsalis
- Leptacis dux
- Leptacis equatoriana
- Leptacis erythropus
- Leptacis excavata
- Leptacis exigua
- Leptacis ferruginea
- Leptacis fimbriata
- Leptacis flavosignata
- Leptacis flavus
- Leptacis fragilis
- Leptacis fusiformis
- Leptacis gahani
- Leptacis graciliventris
- Leptacis grenadensis
- Leptacis halia
- Leptacis hanssoni
- Leptacis heredia
- Leptacis hispanica
- Leptacis inaequalis
- Leptacis indica
- Leptacis insularis
- Leptacis japonica
- Leptacis katanga
- Leptacis kierkegaardi
- Leptacis kivuensis
- Leptacis konkanensis
- Leptacis koreana
- Leptacis kozlovi
- Leptacis laevipetiolata
- Leptacis laeviusculus
- Leptacis lamellata
- Leptacis laodice
- Leptacis larsovehanseni
- Leptacis latispina
- Leptacis leroyi
- Leptacis lignicola
- Leptacis limnocharis
- Leptacis lineatifrons
- Leptacis longiciliata
- Leptacis longiclava
- Leptacis longimanus
- Leptacis longipes
- Leptacis longispina
- Leptacis longispinula
- Leptacis luboi
- Leptacis lucidiventris
- Leptacis macrotoma
- Leptacis maculata
- Leptacis maldarensis
- Leptacis mendolongensis
- Leptacis microcera
- Leptacis microgaster
- Leptacis microspina
- Leptacis microtrichiata
- Leptacis minuta
- Leptacis mirabilis
- Leptacis mitratus
- Leptacis muralla
- Leptacis nana
- Leptacis neotropica
- Leptacis nice
- Leptacis nigricornis
- Leptacis nigricorpa
- Leptacis nydia
- Leptacis obscuricornis
- Leptacis obscuripes
- Leptacis ocellaris
- Leptacis oculata
- Leptacis orchymonti
- Leptacis orientalis
- Leptacis ozines
- Leptacis pallidispina
- Leptacis pallipes
- Leptacis pauliani
- Leptacis pedestris
- Leptacis peruviana
- Leptacis philippinensis
- Leptacis pilosa
- Leptacis pinicola
- Leptacis piniella
- Leptacis polita
- Leptacis porthos
- Leptacis propodealis
- Leptacis pteridis
- Leptacis pulla
- Leptacis pumilio
- Leptacis puncticeps
- Leptacis risbeci
- Leptacis rugiceps
- Leptacis schioedtei
- Leptacis seyrigi
- Leptacis soederlundi
- Leptacis srilankensis
- Leptacis sylvicola
- Leptacis synopeana
- Leptacis tenuis
- Leptacis terebrans
- Leptacis tergitalis
- Leptacis terricola
- Leptacis thanensis
- Leptacis tipulae
- Leptacis tripartita
- Leptacis upoluensis
- Leptacis wauensis
- Leptacis vlugi
- Leptacis xanthochroa
- Leptacis xanthopus
- Leptacis xestonota
- Leptacis yercaudensis
- Leptacis yoroensis